# Tentacularia coryphaenae
Tentacularia coryphaenae är en plattmaskart som beskrevs av Bosc 1797. Tentacularia coryphaenae ingår i släktet Tentacularia och familjen Tentaculariidae. Inga underarter finns listade i Catalogue of Life.